# Ano natsu, ichiban shizukana umi
Ano natsu, ichiban shizukana umi (A Scene at the Sea, nos países anglófonos) é um filme japonês, escrito e dirigido por Takeshi Kitano e lançado em 1991.